# セニヤド・イブリチッチ
セニヤド・イブリチッチ（Senijad Ibričić, 1985年9月26日 - ）は、ボスニア・ヘルツェゴビナの元サッカー選手。ボスニア・ヘルツェゴビナ代表に選出されていたが、クロアチア国籍も保持している。現役時代のポジションは主にMFだが、GKを除く全ポジションに対応する究極のユーティリティープレイヤーである。

## 経歴

### クラブ
幼少期に母国が戦火に見舞われたため、クロアチアで過ごした時期があった。戦後ボスニアに戻り、ボスニア・ヘルツェゴビナ連邦1部リーグ（2部相当）のNKポドグルメチ・サンスキ・モストでキャリアをスタートさせた。ボスニアで1シーズンを過ごした後に、クロアチアリーグのNKザグレブへ移籍。2007-08シーズンに12ゴールをあげる活躍を見せ、シーズン終了後に180万ユーロの移籍金でHNKハイデュク・スプリトに移籍した。
ハイデュク移籍後も攻撃的MF、時にはFWとして活躍を続け、2009年にはクラブと2014年まで契約を延長。移籍金は600万ユーロに設定された。2010年クロアチアカップ準決勝では、最大のライバルであるNKディナモ・ザグレブを自身の決勝点で退け、決勝もHNKシベニクを相手に2戦2得点の活躍で優勝に大きく貢献し、自身初のタイトルを獲得した。2009-10シーズンはリーグ2位となる17得点の活躍で、スポルツケ・ノヴォスティ紙選出のクロアチア最優秀選手賞を受賞した。
2010年8月にはトルコのガラタサライから650万ユーロの移籍金で獲得のオファーがあったが、ハイデュクは1000万ユーロを要求し破談に終わった。2011年1月13日、イブリチッチはロシア・プレミアリーグのFCロコモティフ・モスクワと契約を結んだ。契約期間は3年半。移籍金は500万ユーロで、ハイデュクには彼が次回移籍した際、その移籍金の20%が支払われる。しかしロコモティフ・モスクワではレギュラー定着には至らず、以降はトルコでプレーしている。

### 代表
代表ではミロスラヴ・ブラジェヴィッチが監督に就任した2008年からレギュラーに定着。2010FIFAワールドカップ予選では10試合に出場し、ズヴェズダン・ミシモヴィッチ不在時は背番号10を背負った。2014年7月21日、代表を引退した。

## 個人成績
2011年1月15日現在
| シーズン | クラブ                  | リーグ      | 出場 | 得点 |
| -------- | ----------------------- | ----------- | ---- | ---- |
| 2003–04  | NKポドグルメチ          | ボスニア1部 | 23   | 16   |
| 2004–05  | NKザグレブ              | 1.HNL       | 26   | 3    |
| 2005–06  | NKザグレブ              | 1.HNL       | 25   | 3    |
| 2006–07  | NKザグレブ              | 1.HNL       | 17   | 4    |
| 2007–08  | NKザグレブ              | 1.HNL       | 31   | 12   |
| 2008–09  | HNKハイデュク・スプリト | 1.HNL       | 30   | 12   |
| 2009–10  | HNKハイデュク・スプリト | 1.HNL       | 29   | 17   |
| 2010–11  | HNKハイデュク・スプリト | 1.HNL       | 16   | 6    |

## 代表歴

### 出場大会
- ボスニア・ヘルツェゴビナ代表
  - 2014 FIFAワールドカップ

### 試合数
- 国際Aマッチ 44試合 4得点（2005年-2014年）[6]

| ボスニア・ヘルツェゴビナ代表 | 国際Aマッチ | 国際Aマッチ |
| 年                           | 出場        | 得点        |
| ---------------------------- | ----------- | ----------- |
| 2005                         | 1           | 0           |
| 2006                         | 4           | 0           |
| 2007                         | 2           | 0           |
| 2008                         | 6           | 2           |
| 2009                         | 9           | 1           |
| 2010                         | 8           | 1           |
| 2011                         | 5           | 0           |
| 2012                         | 5           | 0           |
| 2013                         | 3           | 0           |
| 2014                         | 1           | 0           |
| 通算                         | 44          | 4           |